# Monako na zimowych igrzyskach olimpijskich
Reprezentanci Monako występują na zimowych igrzyskach olimpijskich od 1984 roku, zadebiutowali wtedy podczas igrzysk w Sarajewie i od tamtej pory występują w zawodach nieprzerwanie. Do 2010 roku kraj reprezentowało 14 zawodników i 1 zawodniczka.
Najmłodszym reprezentantem był narciarz alpejski David Lajoux (17 lat 228 dni w 1984 roku), a najstarszym – bobsleista Albert Grimaldi (43 lata 346 dni w 2002 roku), obecny suwerenny książę Monako.
Organizacją udziału reprezentacji Monako na igrzyskach zajmuje się Comité Olympique Monégasque.

## Tabela medalowa
| Igrzyska            | Złoto | Srebro | Brąz | Razem |
| ------------------- | ----- | ------ | ---- | ----- |
| Sarajewo 1984       | 0     | 0      | 0    | 0     |
| Calgary 1988        | 0     | 0      | 0    | 0     |
| Albertville 1992    | 0     | 0      | 0    | 0     |
| Lillehammer 1994    | 0     | 0      | 0    | 0     |
| Nagano 1998         | 0     | 0      | 0    | 0     |
| Salt Lake City 2002 | 0     | 0      | 0    | 0     |
| Turyn 2006          | 0     | 0      | 0    | 0     |
| Vancouver 2010      | 0     | 0      | 0    | 0     |
| Razem               | 0     | 0      | 0    | 0     |